# 科斯塔馬克斯
12°26′42″S 64°13′38″W / 12.44500°S 64.22722°W
科斯塔馬克斯（葡萄牙語：Costa Marques），是巴西的城鎮，位於該國西北部，由朗多尼亞州負責管轄，始建於1981年6月16日，面積12,722平方公里，海拔高度140米，2010年人口13,700，人口密度每平方公里1.08人。